# Flipper Zero
O Flipper Zero é um dispositivo multifunções portátil, inspirado na temática do Tamagotchi, desenvolvido para a interação com sistemas de controle de acesso. O dispositivo é capaz de ler, copiar e emular tags RFID e NFC, controlos remotos de rádio, iButton e chaves de acesso digital, juntamente com uma interface GPIO.
Foi anunciado pela primeira vez em Agosto de 2020 numa campanha de crowdfunding do Kickstarter, que arrecadou 4,8 milhões de dólares. Os primeiros dispositivos foram entregues aos apoiantes 18 meses após a conclusão da campanha de crowdfunding.
A interface do utilizador do dispositivo incorpora um animal de estimação virtual, um golfinho em pixel art. A interação com o animal de estimação virtual é a principal mecânica de jogo do dispositivo. A utilização das funções do aparelho define a aparência e as emoções do "animal".
Por volta de março de 2023, a Anatel barrou a importação e comercialização do Flipper Zero no Brasil citando que a ferramenta poderia ser utilizada por criminosos.